# Wusheng laomu

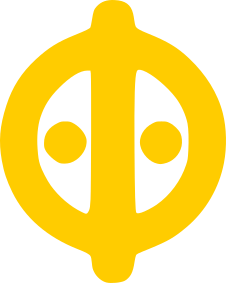
Le sinogramme "mère" 母 avec une rotation de 90, représentation de la Vénérable mère non née dans la Voie du ciel des origines et Yiguandao.

Wúshēng Lǎomǔ (無生老母 "Vénérable mère non née"), ou Wujimu (無極母 "Mère infinie"), est le nom de la déité suprême de plusieurs courants religieux syncrétistes chinois, représentation du principe dont nait l’univers. Les adeptes sont ses enfants perdus dans le monde hostile d’après la naissance, qu’elle ramène à elle dans le "Ciel des origines" (xiantian 先天)en leur envoyant les bouddhas sauveurs Dipankara, Gautama et Maitreya.
Son nom est aussi une épithète de la déesse taoïste Xiwangmu .
Dans les lieux de culte, elle est le plus souvent évoquée par une lampe ou par un vase similaire au vase d’eau purifiante de Guanyin, placé à proximité de l’effigie des bouddhas. Occasionnellement, elle est représentée sous la forme d’une femme âgée assise tenant une canne d’immortelle.